# Gran Germà

Estructura social de la novel·la.
1. Gran Germà, al capdamunt
2. Partit interior (menys del 2% de la població).
3. Partit exterior.
4. Proletariat (aproximadament el 84% de la població).

El Gran Germà és un personatge de ficció de la novel·la 1984 de George Orwell.
El Gran Germà és en aquesta obra l'enigmàtic i totalitari dictador d'Oceania, un dels tres estats en què es divideix el món. En la societat descrita per Orwell, tothom està sota la vigilància estricta de les autoritats amb telepantalles, i a la gent constantment se'ls recorda la frase El Gran Germà us vigila. Sembla que el personatge del Gran Germà estaria inspirat en el dictador de l'URSS Ióssif Stalin.

## El Gran Germà en la novel·la
En el llibre, no queda clar si el Gran Germà existeix realment com a persona o és una imatge creada per l'estat, tot i que en un moment de l'obra se li explica al protagonista Winston Smith que el Gran Germà no pot morir mai, cosa que significaria que realment no existeix. En un altre moment, també es diu que el Gran Germà no l'ha vist mai ningú. El Gran Germà és una cara i una veu que utilitza el partit per a exhibir-se i actuar com a focus de les emocions dels ciutadans.
Tot i això, en la propaganda del partit, el Gran Germà és presentat com una persona real, que fou un dels fundadors del partit juntament amb l'ara dissident Emmanuel Goldstein. En un moment de l'obra, el protagonista intenta recordar quan va ser la primera vegada que va sentir a parlar del Gran Germà, i creu que va ser en els anys seixanta, però no n'està segur. En les històries del partit, apareix sempre com a líder i guardià de la revolució des dels seus primers dies, als anys trenta i quaranta, quan els capitalistes amb els seus barrets de copa encara rondaven pels carrers de Londres amb cotxes luxosos. Ningú sabia fins a quin punt aquesta història era certa o inventada.
L'any 1984, en què succeeix la història del llibre, el Gran Germà apareix als cartells i a les telepantalles com un home guapo d'uns 45 anys. Per tant, difícilment podria haver tingut un rol destacat en la política dels anys 40 o abans, demostrant-se així també que la seva biografia és un invent.

## Origen del Gran Germà
En una secció d'assaig de la novel·la 1985 d'Anthony Burgess, s'afirma que la idea del Gran Germà li vingué a Orwell d'uns anuncis que es feien durant la Segona Guerra Mundial de cursos per correspondència de la companyia Bennett's.
En els cartells publicitaris, es veia el senyor Bennet oferint suport i ajuda a uns estudiants amb el lema: Deixeu-me ser el vostre pare.
Quan Bennet morí, el seu fill el succeí en els cartells, amb el lema: Deixeu-me ser el vostre germà gran.
També es diu que el Gran Germà està inspirat en Stalin i Hitler. Algunes de les característiques i idees d'aquests dos dictadors estan reflectits en el Gran Germà.
A més, l'omnipotència, omnipresència, eternitat i naturalesa no verificable del Gran Germà, així com la seva demanda d'absoluta obediència, han suggerit a alguns que es podria tractar d'una paròdia de Déu.

## El Gran Germà avui
Des de la seva publicació, el nom de Gran Germà s'ha utilitzat generalment per a descriure algú excessivament controlador. El programa de televisió Big Brother ('Gran Germà'), emès en molts països, agafa el nom d'aquesta obra.
La influència d’aquest xou d’impacte ha sigut tan gran en la societat que s'ha estudiat des de diverses perspectives. D’una banda, com assenyala Sinkeviciute (2016: 58-59), en la majoria de recerques es parteix de Gran Germà com a objecte d’estudi en si mateix. Ens referim, per exemple, als enfocaments des de la teoria de la comunicació (Meijer i Reesink, 2000), l’antropologia social i cultural (Tincknell y Raghuram, 2004) o la sociologia (Montemurro, 2008). D’altra banda, des d'altres camps d’investigació s'utilitza Gran Germà com a font per a l’obtenció de dades. Entre d'altres, és el cas de la lingüística, que pot aprofitar el material verbal i no verbal que posa a disposició el programa. Alguns dels autors que segueixen aquest mètode són Auer (2002), Guerra Bernal (2007), Sinkeviciute (2016), Bertomeu Pi (2020) o Gutiérrez Rubio (2021).
La revista Book va considerar el Gran Germà com el nombre 59 d'un total de 100 dels millors personatges de ciència-ficció des del 1900.
A l'octubre del 2006, el llibre The 101 Most Influential People Who Never Lived ('Les 101 persones més influents que no han viscut mai') va llistar-ne el Gran Germà com a segon.